# Banjosidae
Banjosidae (Banjos) zijn een familie van straalvinnige vissen uit de orde van Baarsachtigen (Perciformes).

## Geslacht
- Banjos Bleeker, 1876